# Зомбита: Реанимирани
„Зомбита: Реанимирани“ (на английски: Zombies: The Re-Animated Series) е американски анимационен сериал, базиран на филмовата поредица „Зомбита“. Той е продуциран от „Дисни Телевижън Анимейъшън“ и е анимиран от „Атомик Картунс“. Сериалът връща повечето членове от актьорския състав след първите три филма. Премиерата му е на 28 юни 2024 г. по „Дисни Ченъл“.

## Актьорски състав

### Главни герои
- Мег Донъли – Адисън Уелс[5]
- Майло Манхейм – Зед Некродополис[6]
- Ариел Мартин – Уинтър Барковиц[7]
- Чандлър Кини – Уила Ликенсен[8]
- Пиърс Джоза – Уайът Ликенсен[9]
- Карла Джефри – Брий[10]
- Тревър Торджман – Бъки Бюканън[11]
- Джеймс Годфри – Бонзо[12]
- Кайли Ръсел – Илайза Замби[13]
- Тери Хю – А-Спен[14]

### Други герои
- Наоми Сникус – Директор Лий
- Джонатан Лангдън – Треньорът
- Идън Риджъл – Рази
- Кахюн Ким – Дей
- Маргарет Чу – Ашли, лелята на Дей
- Кингстън Фостър – Зоуи Некродополис
- Джаки Хари – Мадърборд
- Крис Диамантопоулос – Саскуач

## В България
В България сериалът започва излъчване по локалната версия на „Дисни Ченъл“ на 28 октомври 2024 г. с разписание всеки делник от 20:35 ч.